# Norodom Monineath
Dans ce nom khmer, le nom de famille, Norodom, précède le nom personnel.
Norodom Monineath, née Paule-Monique Izzi est la reine-mère du Cambodge, veuve de l'ancien monarque Norodom Sihanouk, décédé en 2012 et mère de l'actuel roi du Cambodge, Norodom Sihamoni.
Elle est née le 18 juin 1936 à Saigon, dans le Protectorat français d'Annam, en Indochine française, aujourd'hui Hô Chi Minh-Ville, au Vietnam. 
Son père, Jean-François Izzi, était un banquier français d'origine corse, française et italienne, et directeur du Crédit Foncier à Saigon, et fut tué pendant la Seconde Guerre mondiale. Sa mère, Pomme Peang, était originaire de Phnom Penh, fille de Peang et Ouk.
Elle épouse Norodom Sihanouk en privé le 12 avril 1952 et pour la seconde fois, officiellement, le 5 mars 1955, toujours au sein du palais royal de Phnom Penh.